# سگ آبی (فیلم)
سگ آبی عنوان فیلمیست به کارگردانی جودی فاستر و با بازی مل گیبسون که در سال ۲۰۱۱ روی پرده‌های سینما رفت.

## بازیگران
- مل گیبسون در نقش والتر بلک کارمند شرکت اسباب بازی سازی
- جودی فاستر در نقش مردیت بلک همسر والتر بلک
- آنتون یلچین در نقش پورتر بلک فرزند والتر و مردیت بلک
- جنیفر لارنس در نقش نورا دوست دختر پورتر بلک
- رایلی توماس استوارت در نقش هانری بلک کوچکترین فرزند والتر و مردیت
- زاخاری بوث در نقش خارد